# 쿠체부드러운털쥐
쿠체부드러운털쥐(Praomys coetzeei)는 쥐과에 속하는 설치류의 일종이다. 앙골라에 널리 분포한다.

## 특징
작은 설치류로 머리부터 몸까지 길이는 90~140mm, 꼬리 길이는 123~163mm이다. 발 길이는 24~28mm이고 귀 길이는 14~21mm이다. 부드러운 털을 갖고 있다. 등은 갈색을 띠는 반면에 배 쪽은 회색빛을 띤다. 발 뒷쪽은 흰 털로 덮여 있다. 꼬리 길이가 머리부터 몸까지 길이보다 길고, 균일하게 검다.

## 생태
야행성 동물이며, 부분적으로 나무 위에서 생활을 한다.

## 분포 및 서식지
앙골라 북부와 서부 지역에 널리 분포한다.